# Rådalen en Källeviken
Rådalen en Källeviken (Zweeds: Rådalen och Källeviken) is een småort in de gemeente Tanum in het landschap Bohuslän en de provincie Västra Götalands län in Zweden. Het småort heeft 91 inwoners (2005) en een oppervlakte van 17 hectare. Eigenlijk bestaat het småort uit twee plaatsen: Rådalen en Källeviken.